# Split-katedralens skattkammare
Split-katedralens skattkammare (kroatiska: Riznica splitske katedrale) är ett konstmuseum i Split i Kroatien. Det etablerades år 1937 och är inrymt i Sankt Domnius-katedralens sakristia. Katedralens skattkammare är en av de värdefullaste i sitt slag i Kroatien. I dess samlingar ingår föremål från 700–1900-talet, däribland guld- och silverföremål, gamla handskrifter, målningar, reliker, medeltida ikoner och skrudar.

## Samlingar
Föremålen som presenteras har företrädandevis anknytning till den romersk-katolska kyrkan och till museets viktigaste handskrifter räknas Evangeliarium Spalatense (ett manuskript av Nya Testamentet skrivet på 600–700-talet) och Historia Salonitana (en krönika skriven av den lokale ärkediakonen Thomas på 1200-talet). Till de mer framstående silverföremålen hör Madonnan med barn och 11 apostlar. I museets innehav finns även sankt Domnius reliker.

### Fotnoter
1. 1 2 3 4 5 6  Museiska dokumentationscentret (kroatiska)
2. ↑  Splitculture.hr Arkiverad 7 mars 2016 hämtat från the Wayback Machine. (engelska)
3. ↑  Viator.com (engelska)